# Calamodes marina
Calamodes marina là một loài bướm đêm trong họ Geometridae.